# Passive Optical Network
Passive Optische Netze (PON), englisch Passive Optical Networks, sind optische Zugangsnetze, die zwischen Vermittlungsstelle und Kundenstandort ausschließlich aus passiven optischen Bauelementen bestehen. Im Gegensatz zu einem Active Optical Network kommen sie ohne eigene Stromversorgung und ohne Switching-Funktionalität aus.
Sie werden unter anderem zur Realisierung von sogenannten Fiber To The Home - Access Architekturen (Glasfaser bis zum Kunden) errichtet. Dabei wird eine Faser bis zur Vermittlungsstelle geteilt, das heißt deren Bandbreite (aktuell 2,5 oder 10 Gbit/s) wird unter den Teilnehmern einer Faser dynamisch aufgeteilt.
PONs bilden die Basis für moderne, bandbreitenstarke Zugangsnetze, die eine Grundlage für Highspeed Internet und multimediale Services (TV Broadcast, Video-on-Demand) darstellen.
Im Gegensatz zu kupferbasierenden Breitbandtechnologien wie ADSL/VDSL ist es durch die optische Übertragung von Signalen über Lichtwellenleiter (Glasfaser) möglich, wesentlich höhere Bandbreiten (bis 10 Gbit/s) über gleichzeitig größere Distanzen (bis 10 km) zu übertragen. Die Glasfaser als Übertragungsmedium hat nicht nur eine deutlich geringere Dämpfung, sondern sie ist auch resistent gegenüber elektromagnetischen Einflüssen und Überspannungen.

## Aufbau und Funktionsweise

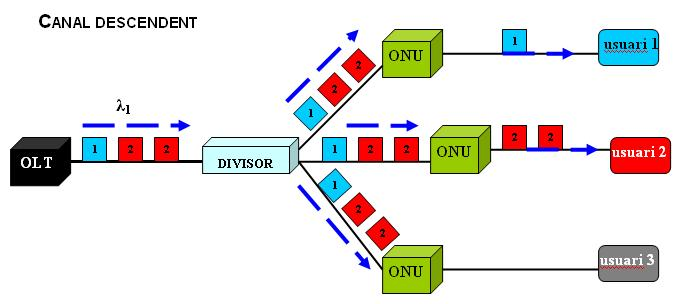
Prinzipaufbau eines Passiven Optischen Netzes

Ein PON setzt sich aus folgenden Komponenten zusammen:
- OLT: Optical Line Termination oder „optischer Leitungsabschluss“ (in Vermittlungsstelle)
- optischer Splitter: Verteilelemente (in Schaltstelle, z. B. Kabelverzweiger)[1]
- ONT: Optical Network Termination oder „optischer Netzwerkabschluss“ (alternative Bezeichnung: ONU: Optical Network Unit) beim Kunden

Das OLT bildet die übertragungstechnische Schnittstelle zwischen dem Access-Netz und dem dahinterliegenden Backbone-Netz. Vom OLT aus erstrecken sich die einzelnen PONs über einzelne Glasfasern zu den in einer Schaltstelle oder einer Muffe befindlichen passiven optischen Splittern, die eine physische Aufteilung des anliegenden optischen Signals (optische Leistungsteilung) ermöglichen. Von den Splittern, die unterschiedliche Splitting-Faktoren aufweisen können (z. B. 1:16, 1:32), verteilen sich die Glasfaserverbindungen zu den jeweiligen Kundenstandorten, an denen die optische Übertragungsstrecke in dem ONT terminiert wird. Die ONTs wandeln das optische Signal wieder in ein elektrisches Signal um und bieten dem Kunden entsprechende Schnittstellen (z. B. POTS, 10 Mbit/s, 100 Mbit/s) zur Nutzung der angebotenen Services (VoIP, Highspeed-Internet, Broadcast TV und Video-on-Demand). Sowohl das OLT in der Vermittlungsstelle als auch das ONT beim Kunden ist eine aktive Komponente, die eine Stromversorgung benötigt, lediglich die Signalaufteilung im Verteilnetz erfolgt passiv.

## Standards
Um auf einer einzelnen Glasfaser zwei Kommunikationsrichtungen zu realisieren, werden für den Up- und den Downlink unterschiedliche Wellenlängen verwendet.
Aktuell kommen bei Neuinstallationen sowohl GPON (veraltet) als auch XG-PON/XGS-PON zum Einsatz.
Moderne optische Schnittstellen (z. B. SFPs) unterstützen sowohl GPON als auch XGS-PON.
| Name          | Datenüber- tragungs- rate (Gbit/s) | Wellenlängen up-/downlink (nm)    | Standard     | Jahr    | Bemerkungen                                             |
| ------------- | ---------------------------------- | --------------------------------- | ------------ | ------- | ------------------------------------------------------- |
| PON           | 0,052 0)                           |                                   |              | ab 1990 | SONET (OC-1)                                            |
| APON          | 0,155 1)                           |                                   | ITU-T G.983  | ab 1996 | ATM-basierend, SDH / STM-1                              |
| BPON          | 0,622 2)                           |                                   | ITU-T G.983  | ab 2000 | Breitband, ATM-basierend, STM-4                         |
| EPON          | 1,25 / 1,25                        |                                   | IEEE 802.3ah | ab 2004 | Ethernet-basierend                                      |
| GEPON         | 1                                  |                                   | ITU-T G.984  | ab 2003 | Gigabit, Ethernet-basierend, Einsatz vor allem in Asien |
| GPON          | 2,5 / 1,25                         | 1310±10 / 1490±10                 | ITU-T G.984  | ab 2003 | Gigabit, ATM- oder GEM-basierend                        |
| GEPON         | 10                                 |                                   | IEEE 802.3av | ab 2006 | Ethernet-basierend                                      |
| XG-PON        | 10 / 2,5                           |                                   | ITU-T G.987  | ab 2010 | eXtended Gigabit, XGEM-basierend                        |
| XGS-PON       | 10 / 10                            | 1270±10 / 1577,5±2,5              | ITU-T G.9807 | ab 2016 | eXtended Gigabit Symmetric, XGEM-basierend              |
| NG-PON2       | 10 / 10                            |                                   | ITU-T G.989  | ab 2017 |                                                         |
| NG-EPON       | 25 / 25 50 / 50                    |                                   | IEEE 802.3ca | ab 2019 | Ethernet-basierend                                      |
| 50G-PON G.hsp | 50 / 12,5 50 / 25 50 / 50 3)       | 1342±2 / 1490±10, 1300±10, 1286±2 | ITU-T G.9804 | ab 2019 |                                                         |

Genaue Datenraten:

### Standardisierung
- ITU-T Study Group 15
  - G.983 (APON und BPON)
  - G.984 (G-PON)
    - G.984.1 (G-PON): General characteristics
    - G.984.2 (G-PON): Physical Media Dependent (PMD) layer specification
    - G.984.3 (G-PON): Transmission convergence (TC) layer specification
    - G.984.4 (G-PON): ONT management and control interface (OMCI) specification
    - G.984.5 (G-PON): Enhancement Band
    - G.984.6 (G-PON): Reach extension

  - G.987 (XG-PON)
- IEEE 802.3ah (EPON)